# Angela Lee
Angela Seung Ju Pucci, z d. Lee (ur. 8 lipca 1996 w Vancouver) – urodzona w Kanadzie była zawodniczka mieszanych sztuk walki (MMA), startowała w One Championship w kategoriach wagi atomowej i słomkowej, gdzie 6 maja 2016 roku została inauguracyjną mistrzynią świata w wadze atomowej.

## Wczesne lata
Angela Lee pochodzi z rodziny tradycyjnie związanej ze sztukami walki. Ojciec Ken Lee urodził się w Singapurze i w wieku 4 lat przeniósł się do Kanady. Matka Jewelz pochodzi z Korei Południowej, a w młodym wieku przeniosła się na Hawaje, gdzie oboje poznali się. Po ukończeniu studiów przez Kena przenieśli się do Kanady i tam pobrali. Gdy Angela miała 7 lat, wraz z rodziną przeprowadzili się na Hawaje. Młodsza siostra Angeli, Victoria oraz brat Christian również trenują mieszane sztuki walki.

## Kariera sportowa
Angela trenowała od najmłodszych lat i już w wieku 6 lat zaczęła brać udział w zawodach. W 2011 roku wygrała USA Pankration national championships, a rok później zdobyła dwa złote medale podczas World Pangration Athlima Federation world championships w Grecji.
Przed podpisaniem kontraktu z One Championship stoczyła w 2014 roku trzy amatorskie walki MMA, wszystkie wygrywając (2 sierpnia z Monicą Franco, 26 września z Jada Pereira i 2 listopada z Audrey Perkins).
Angela zawodowy debiut w One Championship miała 22 maja 2015 r. podczas gali ONE Championship 28: Warrior's Quest. Wygrała w pierwszej rundzie z Aya Saeid Saber przez poddanie (armbar). Niedługo potem przeniosła się do Singapuru i zaczęła trenować w Evolve MMA.
27 września 2015 podczas gali ONE Championship: Odyssey of Champions pokonała w pierwszej rundzie Monę Samir przez poddanie (rear naked choke). 13 listopada na gali ONE Championship 33: Pride of Lions pokonała przez poddanie (twister) Natalie Gonzales Hills. Za dotychczasowe dokonania otrzymała nagrodę 2015 WMMA Press Award for Newcomer and Submission of the Year.
11 grudnia 2015 stanęła do walki z Leną Tkhorevską na ONE Championship 36: Spirit of Champions I wygrała przez poddanie (rear naked choke) w drugiej rundzie.
20 lutego 2016 Angela w drugiej rundzie pokonuje Rebeccę Heintzman przez poddanie (neck crank) podczas ONE Championship 39: Tribe of Warriors. 6 maja Angela Lee stanęła przed szansą zdobycia inauguracyjnego tytułu mistrza świata kobiet w wadze atomowej ONE Championship. Jej przeciwniczką podczas gali ONE Championship 42: Ascent to Power była japońska weteranka Mei Yamaguchi. Zwycięstwo przez jednogłośną decyzję uczyniło ją najmłodszą w historii mistrzynią świata MMA.
11 marca 2017, Angela Lee broni tytułu mistrzyni z Jenny Huang podczas gali One Championship: Warrior Kingdom przez techniczny nokaut w trzeciej rundzie. 27 maja 2017 na One Championship: Dynasty of Heroes w drugiej rundzie pokonuje przez poddanie (anaconda choke) brazylijkę Istelę Nunes.
7 listopada 2017 r. Angela Lee uległa poważnemu wypadkowi samochodowemu na wyspie Oʻahu na Hawajach, o czym zawiadomił dzień później Chatri Sityodtong podając, że zasnęła za kierownicą swojego samochodu. Angela doznała wstrząsu mózgu i niewielkich poparzeń. Dopiero w 2023 roku Lee ujawniła, że w rzeczywistości była to celowa próba samobójcza. Walka Lee z Mei Yamaguchi, która miała odbyć się 24 listopada, została przełożona na 18 maja 2018 roku podczas One Championship: Unstoppable Dreams w Singapurze. Angela Lee wygrała jednogłośną decyzją.
31 marca 2019 roku podczas gali One Championship 90: A New Era Angela doznała pierwszej w karierze zawodowej porażki z Xiong Jingnan przez techniczny nokaut w piątej rundzie. 12 lipca na ONE Championship 96: Masters of Destiny ponownie uległa po jednogłośnej decyzji Michelle Nicolini.
Na gali ONE Championship 100: Century 12 października 2019 pokonała w piątej rundzie przez poddanie Xiong Jingnan. Po przerwie macierzyńskiej Angela Lee powróciła 26 marca 2022 podczas gali One Championship: One X, na której pokonała Stamp Fairtex przez poddanie w drugiej rundzie. 30 września 2022 Angela po raz trzeci walczy z Xiong Jingnan podczas gali One Championship: One on Prime Video 2 i przegrywa jednogłośną decyzją.
30 września 2023 roku na gali ONE Fight Night 14 Angela Lee ogłosiła, że odchodzi z mieszanych sztuk walki i wakuje tytuł. W rozmowie z ESPN powiedziała: „To naprawdę trudne, ponieważ moja siostra również była zawodniczką, cała moja rodzina to zawodnicy, mój tata był naszym trenerem. (...) jeden z najważniejszych czynników, dla którego odchodzę, to po prostu bardzo trudno jest iść dalej.” W rezultacie walka pomiędzy Stamp Fairtex i Ham Seo-hee na gali została promowana jako walka o wolny tytuł.

## Życie prywatne
18 lipca 2018 roku Angela Lee poślubiła zawodnika mieszanych sztuk walki (MMA) Bruno Pucci. 1 października 2020 Angela powiadamia na social media, że jest w 11 tygodniu ciąży. 16 kwietnia 2021 przychodzi na świat ich córka Ava Marie Pucci.
Młodszy brat Lee, Christian, jest mistrzem świata wagi lekkiej i półśredniej ONE Championship. Jej najmłodsza siostra, Victoria, zadebiutowała w MMA 26 lutego 2021 w wieku 16 lat.
19 września 2023 roku Lee napisała w artykule w Players' Tribune, że jej wypadek samochodowy na Hawajach w 2017 roku był próbą samobójczą, a także ujawniła, że jej siostra Victoria, która zmarła 26 grudnia 2022 roku w wieku 18 lat, odebrała sobie życie. Te zdarzenia zmotywowały ją do założenia organizacji non-profit Fightstory, która ma w programie pomaganie ludziom w dbaniu o odżywianie i zdrowie fizyczne oraz psychiczne.